# Belgische kwalificatie voor het wereldkampioenschap voetbal 1966
België nam in 1965 deel aan de kwalificatiecampagne voor het WK 1966 in Engeland. Onder leiding van selectieheer Constant Vanden Stock en veldtrainer Arthur Ceuleers eindigde België samen met Bulgarije op de eerste plaats in de groep. In de daaropvolgende testwedstrijd op neutraal terrein trokken de Bulgaren aan het langste eind.

## Kwalificatie
De Duivels van selectieheer Constant Vanden Stock en veldtrainer Arthur Ceuleers begonnen de kwalificatiecampagne met een nipte zege tegen Israël. Het werd 1–0 na een strafschopdoelpunt van Jef Jurion.
In september 1965 verloren de Belgen in Sofia met 3–0, waardoor Bulgarije aan de leiding kwam in de groep. De Duivels zetten de scheve situatie recht door een maand later voor eigen supporters met 5–0 te winnen van de Bulgaren, dankzij goals van Paul Van Himst (2x), Johny Thio (2x) en Jacques Stockman.
In november volgde de laatste speeldag. België ging in Israël met 0–5 winnen. Elf dagen later liet ook Bulgarije geen punten liggen in Ramat Gan. Het won dankzij een late goal van Georgi Asparuhov met 1–2, waardoor het met evenveel punten als België eindigde.
Op 29 december 1965 werd er op neutraal terrein een testwedstrijd georganiseerd. Het duel tussen België en Bulgarije vond plaats in het Italiaanse Florence en werd met 2–1 gewonnen door de Bulgaren dankzij twee vroege goals van Asparuhov.
Na de mislukte kwalificatiecampagne werd Ceuleers als veldtrainer opgevolgd door zijn assistent Raymond Goethals.

### Kwalificatieduels

#### Groepsfase
| 9 mei 1965        | België    | 1 – 0 | Israël    |
| 26 september 1965 | Bulgarije | 3 – 0 | België    |
| 27 oktober 1965   | België    | 5 – 0 | Bulgarije |
| 10 november 1965  | Israël    | 0 – 5 | België    |

Testwedstrijd
| 29 december 1965 | Bulgarije | 2 – 1 | België |

#### Stand groep 1
| Nr. | Land      | GW | W | G | V | DV | DT | DS  | Ptn |
| --- | --------- | -- | - | - | - | -- | -- | --- | --- |
| 1   | België    | 4  | 3 | 0 | 1 | 11 | 3  | +8  | 6   |
| 2   | Bulgarije | 4  | 3 | 0 | 1 | 9  | 6  | +3  | 6   |
| 3   | Israël    | 4  | 0 | 0 | 4 | 1  | 12 | –11 | 0   |

## Technische staf
| Functie           | Naam                  | Nationaliteit |
| ----------------- | --------------------- | ------------- |
| Selectieheer      | Constant Vanden Stock | België        |
| Veldtrainer       | Arthur Ceuleers       | België        |
| Assistent-trainer | Raymond Goethals      | België        |

## Doelpuntenmakers
| Naam             | Goals | GW |
| ---------------- | ----- | -- |
| Paul Van Himst   | 5     | 5  |
| Johny Thio       | 3     | 3  |
| Jef Jurion       | 1     | 5  |
| Wilfried Puis    | 1     | 5  |
| Jacques Stockman | 1     | 4  |

KBVB · A-internationals · Selecties · Statistieken · Bondscoaches · Belgisch vrouwenelftal · Olympisch elftal · België U21 · België U20 · België U19 · België U18 · België U17 · België U16 · Vrouwen U19 · Vrouwen U17
Albanië ·
Algerije ·
Andorra ·
Argentinië ·
Armenië ·
Australië ·
Azerbeidzjan ·
Bosnië en Herzegovina · 
Brazilië ·
Bulgarije ·
Burkina Faso ·
Canada ·
Chili ·
Colombia ·
Costa Rica ·
Cyprus ·
DDR ·
Denemarken ·
Duitsland ·
Egypte ·
El Salvador ·
Engeland ·
Estland ·
Faeröer ·
Finland ·
Frankrijk ·
Gabon ·
Gibraltar ·
Griekenland ·
Hongarije ·
Ierland ·
IJsland ·
Irak ·
Israël ·
Italië ·
Ivoorkust ·
Japan ·
Joegoslavië ·
Kazachstan ·
Kroatië · 
Letland ·
Litouwen ·
Luxemburg ·
Malta ·
Marokko ·
Mexico ·
Montenegro · 
Nederland ·
Noord-Ierland ·
Noord-Macedonië ·
Noorwegen ·
Oekraïne ·
Oostenrijk ·
Panama · 
Paraguay ·
Peru ·
Polen ·
Portugal ·
Qatar ·
Roemenië ·
Rusland ·
San Marino ·
Saoedi-Arabië ·
Schotland ·
Servië ·
Servië en Montenegro ·
Slovenië ·
Slowakije ·
Sovjet-Unie ·
Spanje ·
Tsjechië ·
Tsjecho-Slowakije ·
Tunesië · 
Turkije · 
Uruguay · 
Verenigde Staten · 
Wales · 
Wit-Rusland ·
Zambia · 
Zuid-Korea · 
Zweden · 
Zwitserland
Algerije (2014) ·
Argentinië (2014) · 
Brazilië (2018) · 
Canada (2022) · 
Denemarken (2021) · 
Engeland (2018, 1) · 
Engeland (2018, 2) · 
Finland (2021) · 
Frankrijk (1904) ·
Frankrijk (2018) · 
Ierland (2016) · 
Italië (2016) · 
Italië (2021) · 
Japan (2018) · 
Kroatië (2022) · 
Marokko (2022) · 
Nederland (1985) · 
Panama (2018) ·
Polen (1982) · 
Portugal (2021) · 
Rusland (2014) · 
Rusland (2021) · 
Sovjet-Unie (1982) · 
Tunesië (2018) · 
Verenigde Staten (2014) ·
West-Duitsland (1980) · 
Zuid-Korea (2014)